# Zwölfeläuten
Zwölfeläuten ist ein Filmdrama aus dem Jahr 2001. Die Handlung basiert auf der Erzählung „Zwölfeläuten“ von Heinz Rudolf Unger und wurde mit der Riege österreichischer Volksschauspieler von Harald Sicheritz verfilmt.

## Handlung
März 1945, ein Dorf in der Steiermark:
Der Krieg ist fast zu Ende und trotzdem werden noch die letzten Glocken eingesammelt, um sie für Kanonen einzuschmelzen. Im (fiktiven) abgelegenen Ort St. Kilian wird Anna Lindmoser begraben. Während die Tote der Erde übergeben wird, läuten die Kinder Adolf „Dolferl“ und seine Freundin Cilli die Kirchenglocke. „Dolferl“ hat dies seiner „Lindmoser-Oma“ versprochen, denn „sonst kann sie nicht in Ruhe tot sein.“ Die Dorfgemeinschaft ist über den Vorfall aber geschockt, schließlich hat Ortsgruppenleiter Fichtelhuber den zuständigen NSDAP-Kreisleiter extra mit drei Hirschen bestochen, damit St. Killian seine Glocke behalten kann.
Dies ist jedoch nicht die einzige Neuigkeit: „Toni“ Lindmoser, Sohn der Toten, ist fahnenflüchtig und hat sich den Partisanen in den Wäldern angeschlossen. Mit seinem blinden spanischen Kameraden Facundo möchte er zurück in sein Heimatdorf, wird aber im Wald von Fichtelhuber gesehen, der die beiden verfolgt. Lindmosers Vater versteckt „Toni“ und Facundo jedoch rechtzeitig auf seinem Hof. Fichtelhuber hat nicht gesehen um wen es sich handelt, möchte aber den Ortsvorsteher Sonnleitner dazu bringen in der Kreisleitung Bescheid zu geben, dass sich um St. Kilian Partisanen herumtreiben.
Das Dorf rätselt wer die Glocke geläutet hat, hofft aber, dass diese einmalige Sache niemandem auffällt. SS-Sturmbannführer Kroll und der Kreisleiter haben den Zwischenfall aber bemerkt und platzen mitten in den Leichenschmaus. Fichtelhuber erzählt von dem angeblichen Partisanenversteck, worauf Kroll und der Kreisleiter den Befehl zur Aufstellung der „Landwacht“ von St. Kilian geben:  Das „letzte Aufgebot“ an tauglichen Männern soll am nächsten Tag mit der SS-Einheit Krolls zur „Partisanenjagd“ bereitstehen. Am nächsten Tag versammeln sich die Männer am Dorfplatz. Die Frauen versuchen unter der Führung der „Steinbäuerin“ den Abmarsch dieser zu verhindern: „Wir lassen nicht zu, dass ihr uns auch noch die letzten Männer nehmt!“ Doch Kroll zeigt sich ungerührt und die Truppe verschwindet im Wald. Trotzdem lassen sich die Frauen nicht beirren und versenken die Glocke, deren  Wegnahme für den nächsten Tag geplant ist, mit Hilfe von „Toni“ und Facundo im See.
Durchfroren kehrt die „Landwacht“ abends in die Gaststätte zurück. Keiner der Dorfbewohner wurde verletzt, von der SS „ist aber nicht viel übergeblieben.“ Die „Steinbäuerin“ erzählt, dass die Glocke versteckt wurde. Ortsvorsteher Sonnleitner ist daraufhin geschockt, die eingefleischten Nazis Schwarzenegger und Fichtelhuber haben ideologische Vorbehalte. „Dolferl“ bringt während der Diskussion heimlich die mitgebrachten Waffen ins Hinterzimmer. Es entspinnt sich ein Drama. Viel persönlicher Hass entlädt sich und jeder bedroht den anderen. So wird erzählt, dass Lindmoser in den Ruin getrieben wurde und Schwarzenegger ihm seinen Bauernhof abgekauft hat, damit „Simmerl“ Erbhofsohn wird und nicht einrücken muss. „Toni“ Lindmoser aber blieb so der Wehrdienst nicht erspart.
Auch die Parteitreue von Fichtelhuber hält sich in Grenzen, wenn es um seine Vorteile geht. So konfrontieren ihn die Dorfbewohner mit der Tatsache, dass er heimlich amerikanischen Rundfunk hört. Fichtelhuber bedroht Lindmoser schließlich mit seinem Jagdgewehr, da stürmt Toni aus dem Hinterzimmer. Er klärt die Anwesenden darüber auf, dass seine Partisanenkameraden die SS in einen Hinterhalt gelockt haben und sein Vater eine Verletzung vorgetäuscht hat um die Dorfbewohner vom Schusswechsel zu verschonen.„Meinem Toni verdankt ihr, dass ihr alle noch am Leben seid.“, sagt „Kathi“. Als Fichtelhuber erneut zum Gewehr greift, bedroht in „Dolferls“ Mutter Kronhauser, die eine Affäre mit dem Förster hat. Fichtelhuber wird aufgefordert das Gasthaus zu verlassen.
Am nächsten Morgen entdeckt „Dolferl“ den erhängten Fichtelhuber im Glockenturm der Kirche. Als die SS wieder da ist um die Glocke mitzunehmen, befindet sich im Turm jedoch weder diese noch der tote Fichtelhuber. Kroll droht den Dorfbewohnern, die Glocke herauszurücken „oder wollen sie lieber ins KZ“. Der Kreisleiter ist derweilen im Büro des Ortsvorstehers: Kronhauser, die Steinbäuerin, Schwarzenegger, der Herr Pfarrer und Sonnleitner wollen die Sache mit der Glocke dem verschwundenen Fichtelhuber in die Schuhe schieben. Da stürmt „Simmerl“ ins Büro: „Heil Hitler. Ich weiß, wer die Glocken hat und wo er sie versteckt.“ Schwarzeneggers Sohn hat „Toni“ und „Kathi“ beim Sex belauscht und verpfeift den Partisanen nun aus Eifersucht.
Die SS nimmt aber sowohl „Simmerl“, als auch „Toni“ und seinen Vater fest. Die drei stehen schon zur Erschießung bereit, da kommt die Nachricht, dass die SS-Einheit so schnell wie möglich abrücken muss, da die rote Armee schon bis zum Plattensee vorgedrungen ist. Der Dorfdepp „Jogl“ und Facundo lassen mit „Dolferl“ und „Cilli“ Schafe aus dem Stall frei um Verwirrung zu stiften. Kroll erschießt ein Tier und macht sich dann mit seinen SS-Männern aus dem Staub.
Einige Wochen später ist der Schnee geschmolzen und ein hübscher Frühlingstag beginnt: „Kathi“ und „Toni“ heiraten und zu diesem Zeitpunkt wird die Glocke wieder in den Kirchturm gebracht. Jogl sammelt sämtliche Nazi-Utensilien wie Fahnen, Wimpel und Bilder ein und bemerkt „[…] eingraben haben's gesagt, vielleicht kann man das Ganze nochmals brauchen!“ Lindmoser wird von der russischen Besatzungsmacht zum Bürgermeister ernannt. Als das Brautpaar die Kirche verlässt, taucht plötzlich der abgehalfterte Kroll auf. Facundo, der den Ernst der Lage aufgrund seiner Blindheit nicht erkennen kann, wird vom fliehenden SS-Oberscharführer erschossen. Der Film endet damit, dass Facundos Grab zugeschaufelt wird.

## Kritik
„Verfilmung eines Theaterstücks, das Mitläufertum brandmarkt und die unterschiedlichsten opportunistischen Verhaltensweisen an den Pranger stellt.“

„Kluge Geschichte über Verführbarkeit, ernsthaft erzählt, aber streckenweise nicht unkomisch und mit Anleihen beim Volkstheater.“

## Auszeichnungen
- 2001 – Fernsehpreis der Österreichischen Volksbildung

## Interpretation
Kernfrage der Erzählung/des Films ist die Auseinandersetzung mit Mitläufertum, Fanatismus und die Wichtigkeit von Symbolen.
Viele der Dorfbewohner scheinen sich an das Nazi-System angepasst zu haben, einige sind jedoch auch überzeugte Nationalsozialisten. Es wird beispielsweise erzählt, dass Fichtelhuber das erste NSDAP-Parteimitglied der ganzen Gegend gewesen sei. Bald nach ihm erhielt auch Schwarzenegger das braune Parteibuch. Doch auch diese beiden sind nicht bereit ihrer Gesinnung alles zu opfern: So drückt sich Hubert Fichtelhuber vor dem Wehrdienst und hört „Feindsender“. Auch Schwarzenegger hat es so eingerichtet, dass „Simmerl“ nicht in den Krieg ziehen muss. Unger zeigt damit die politische Ambivalenz der Menschen, ähnlich wie Helmut Qualtinger als „Herr Karl“.
Auch persönliche Feindschaften zwischen den Dorfbewohnern werden thematisiert: Schwarzenegger und Fichtelhuber werden als frauenfeindlich, rüpelhaft und rücksichtslos gezeigt. Sonnleitner wird als „Karrierist“ dargestellt. Der Opportunismus der Bewohner zeigt sich besonders am Ende, als sich z. B. Sonnleitner wegen des Zwischenfalls mit der Glocke als „Widerstandskämpfer“ vor den „Russen“ ausgibt.

## Entstehung und Produktion
„Zwölfeläuten“ basiert auf der gleichnamigen Erzählung von Heinz Rudolf Unger. Die Erzählung wurde 1985 für das Wiener Volkstheater dramatisiert und mit großem Erfolg aufgeführt (Regie: Hermann Schmidt). 2001 wurde die Geschichte mit bekannten österreichischen Volksschauspielern verfilmt und ist immer wieder im ORF oder auf 3sat zu sehen.
Schauplatz der Handlung ist die fiktive Gemeinde St. Kilian, die in der unteren Steiermark liegen soll. Tatsächlicher Drehort war jedoch das in Osttirol gelegene Innervillgraten.
Der Titel bezieht sich darauf, dass der Pfarrer meint, er hätte andere Sorgen, als ob er „Zwölfeläuten“ könne.